# Op gang
Op gang is een lied van de Nederlandse rapper DODO. Het werd in 2021 als single uitgebracht en stond in hetzelfde jaar als derde track op het album Open kaart.

## Achtergrond
Op gang is geschreven door Johnson Pena en geproduceerd door Harun B. Het is een nummer dat past in de genres nederhop. In het lied rapt en zingt DODO over verschillende zaken in zijn leven die hem bezighouden. Het was na La la la de tweede single voor het album Open kaart dat succes had in de Nederlandse hitlijst Single Top 100.

## Hitnoteringen
DODO had bescheiden succes met het lied in Nederland. Het stond op de 96e plaats van de Single Top 100 in de enige week dat het in deze hitlijst te vinden was. De Top 40 en haar Tipparade werden niet bereikt.